# Fritillaria messanensis
Fritillaria messanensis, vrsta kockavice, trajnice iz porodice ljiljanovki raširene po europskom Mediteranu u Italiji, Albaniji, Grčkoj (uključujući otok Kretu) i Hrvatskoj. Postoje 4 priznate podvrste od kojih dvije rastu i u Hrvatskoj od kojih je poznatija vitka ili nježna kockavica F. messanensis subsp. gracilis (Ebel) Rix.

## Podvrste
1. Fritillaria messanensis subsp. gracilis (Ebel) Rix
2. Fritillaria messanensis subsp. messanensis
3. Fritillaria messanensis subsp. neglecta (Parl.) Nyman; endem obalnih planina Hrvatske
4. Fritillaria messanensis subsp. sphaciotica (Gand.) Kamari & Phitos; endem s otoka Kreta